# ثانوية ديباول كريستو ري
ثانوية ديباول كريستو ري (بالإنجليزية: DePaul Cristo Rey High School)‏، هي مدرسة ثانوية خاصة تحضيرية تقع في حي كليفتون في سينسيناتي، أوهايو، الولايات المتحدة. المدرسة غير الأبرشية، التي افتتحت في 5 يونيو 2011، هي واحدة من 37 ثانوية كاثوليكية تخدم أبرشية سينسيناتي. سميت على اسم سانت فنسنت باول، تديرها راهبات الأعمال الخيرية في سينسيناتي باعتبارها العضو الخامس والعشرون في شبكة كريستو راي للمدارس العاملة والدراسة التي تستهدف الطلاب من الأسر ذات الدخل المنخفض الذين لا يستطيعون تحمل تكاليف الدراسة. التعليم.